# NOX4
NADPH-оксидаза 4 (NOX4) — тип NADPH-оксидазы, клеточной мембранной оксидоредуктазы, образующей супероксидный радикал при переносе электрона с NADPH на кислород. В отличие от других, форм, требующих для активации образования мультибелкового комплекса с несколькими цитозольными белками, является конститутивно активной. 

## Структура и локализация
Полная молекула фермента состоит из 578 аминокислот с молекулярной массой 67 кДа. Альтернативный сплайсинг приводит к образованию 7 изоформ, которые могут существенно отличаться друг от друга. Изоформа 1 является белком с полной последовательностью, тогда как, например, самая короткая изоформа 7 содержит 54 аминокислоты (масса 6,5 кДа).  Активность зависит от взаимодействия с другим мембранным белком p22phox. Локализуется в основном в эндоплазматическом ретикулюме и частично на ядерной мембране.

### Гладкомышечные клетки
В гладкомышечных клетках NOX4 участвует в миграции клеток и локализуется на участках фокальной адгезии.

## Изоформы
| изоформа         | название/код в UniProtKB/Swiss-Prot | отличие от канонической формы                                                       |
| ---------------- | ----------------------------------- | ----------------------------------------------------------------------------------- |
| NOX4, изоформа 1 | каноническая/Q9NPH5-1               |                                                                                     |
| NOX4, изоформа 2 | Nox4A/Q9NPH5-2                      | отсутствует фрагмент (1-74)                                                         |
| NOX4, изоформа 3 | Nox4E/Q9NPH5-3                      | отсутствуют фрагменты (52-358), (407-446)                                           |
| NOX4, изоформа 4 | Nox4D/Q9NPH5-4                      | отсутствует фрагмент (52-358)                                                       |
| NOX4, изоформа 5 | Nox4C/Q9NPH5-5                      | изменённый фрагмент 221-224: GLLKYQTNLDTHPP → VQLKPKQHLGFILK; отсутствует (225-578) |
| NOX4, изоформа 6 | Nox4B/Q9NPH5-6                      | отсутствует фрагмент (407-446)                                                      |
| NOX4, изоформа 7 | -/Q9NPH5-7                          | изменённый фрагмент 52-54: LGL → ELS; отсутствует фрагмент (55-578)                 |